# Summit (Carolina del Sud)
Summit è un comune degli Stati Uniti d'America, situato in Carolina del Sud, nella Contea di Lexington.